# SN 1992bi
SN 1992bi – supernowa typu Ia* odkryta 21 kwietnia 1992 roku w galaktyce A161012+3947. Jej maksymalna jasność wynosiła 22,12m.